# Liste der Biografien/Wuh
Liste der Biografien |
Portal Biografien |
Personensuche
# |
A |
B |
C |
D |
E |
F |
G |
H |
I |
J |
K |
L |
M |
N |
O |
P |
Q |
R |
S |
T |
U |
V |
W |
X |
Y |
Z |
?
 
Wa |
Wc |
Wd |
We |
Wh |
Wi |
Wj |
Wl |
Wn |
Wo |
Wr |
Ws |
Wt |
Wu |
Ww |
Wy |
Wz
 
Wua |
Wub |
Wuc |
Wud |
Wue |
Wuf |
Wug |
Wuh |
Wui |
Wuj |
Wuk |
Wul |
Wum |
Wun |
Wuo |
Wup |
Wur |
Wus |
Wut |
Wuw |
Wuy |
Wuz
Die Liste der Biografien führt alle Personen auf, die in der deutschsprachigen Wikipedia einen Artikel haben. Dieses ist eine Teilliste mit 20 Einträgen von Personen, deren Namen mit den Buchstaben „Wuh“ beginnt.

## Wuh

### Wuhl
- Wühl, Arnold (* 1946), deutscher Bildhauer
- Wuhl, Robert (* 1951), US-amerikanischer Schauspieler, Komiker und Drehbuchautor
- Wühler, Katja (* 1979), deutsche Volleyballspielerin
- Wühlisch, Freia von (1920–1985), deutsche Schriftstellerin und Journalistin
- Wühlisch, Heinz-Hellmuth von (1892–1947), deutscher Generalleutnant der Luftwaffe im Zweiten Weltkrieg und verurteilter Kriegsverbrecher

### Wuhn
- Wühn, Katrin (* 1965), deutsche Leichtathletin
- Wühn, Peter (1938–2019), deutscher Fußballspieler
- Wühner, Richard Alexander Georg (1872–1919), evangelisch-lutherischer Pastor, Märtyrer in Estland

### Wuhr
- Wühr, Hans (1891–1982), deutscher Kunsthistoriker und Autor
- Wühr, Hans Michael (1942–1981), deutscher Maler
- Wühr, Ludwig (1907–1998), deutscher Schauspieler
- Wühr, Paul (1927–2016), deutscher Schriftsteller
- Wühr, Wilhelm (1905–1950), deutscher Historiker
- Wührer, Alois (1906–1981), österreichischer Landwirt und Politiker (ÖVP), Abgeordneter zum Nationalrat
- Wührer, Friedrich (1900–1975), deutsch-österreichischer Pianist
- Wührer, Gerhard A. (* 1950), österreichischer Ökonom und Hochschullehrer
- Wuhrer, Kari (* 1967), US-amerikanische Schauspielerin, Filmproduzentin und SängerinKari Wuhrer (* 1967)

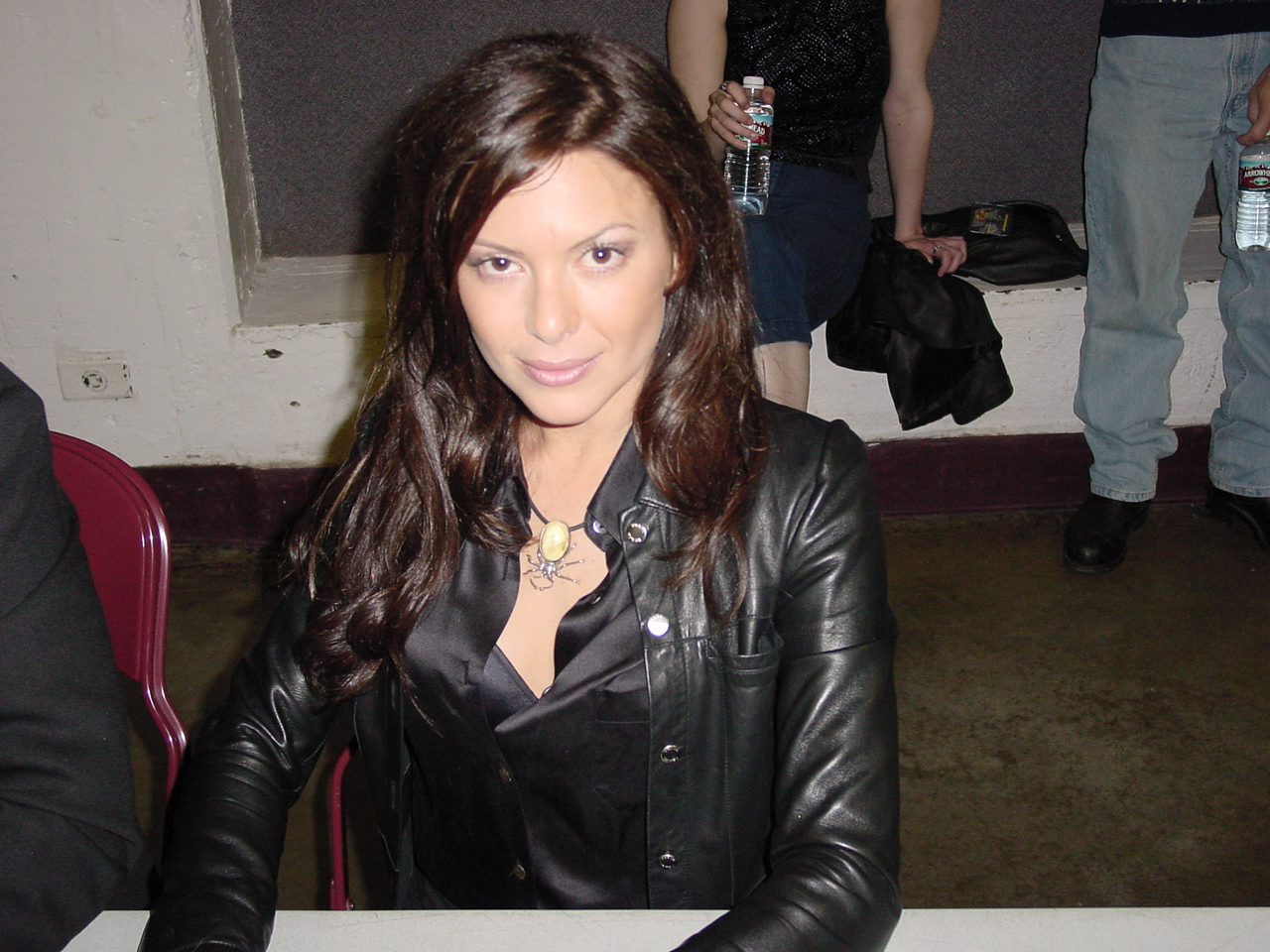
Kari Wuhrer (* 1967)

- Wührer, Karl (1903–1973), österreichischer Historiker
- Wührl, Paul Wolfgang (1932–2023), deutscher Märchenforscher, Schriftsteller, Journalist und Übersetzer
- Wuhrmann, Karl (1912–1985), Schweizer Mikrobiologe